# بارك ويست (محطة مترو أنفاق مدريد)
بارك ويست (بالإسبانية: Parque Oeste)‏ هي محطة مترو أنفاق في مدريد في إسبانيا، تقع على الخط رقم 12.